# هالیس کانوی
هالیس کانوی (انگلیسی: Hollis Conway؛ زادهٔ ۸ ژانویهٔ ۱۹۶۷) ورزشکار دو و میدانی اهل ایالات متحده آمریکا است.